# Blindflug (Film)
Blindflug ist ein deutscher Spielfilm von Ben von Grafenstein aus dem Jahr 2007. Der Film ist von Grafensteins Kinodebüt.

## Handlung
Die Mittdreißigerin Lotte lebt in einer festen Beziehung mit ihrem Yuppie-haften Freund Rainer. Im Lauf der Zeit hat Rainer in der Beziehung die Oberhand gewonnen und lässt seiner Freundin kaum Freiheiten. Er plant sein Leben, ohne Rücksicht auf die Bedürfnisse seiner Freundin zu nehmen: Lotte möchte sich nämlich zunächst einmal auf ihren neuen Job konzentrieren, danach möchte sie erst Rainer sein Kind gebären.
Sie fährt zum Flughafen, um im Kurzurlaub den Kopf frei zu bekommen. Lotte möchte sich eigentlich nur mal kurz entspannen, durchatmen und nachdenken über den perfekten Lebensentwurf ihres Freundes Rainer, bei dem sie so gut wie gar nichts mitzureden hat.
Allerdings wird aus dem spontanen Kurzurlaub nichts, denn als Lotte ungeschickterweise Rainer vom Flughafen aus anruft, um ihm ihre Gefühlslage mitzuteilen und zu erklären, sperrt dieser prompt ihre Kontokarte, noch bevor sie ein Ticket kaufen kann.
Im Flughafencafé trifft die gestrandete Lotte auf den Aussteiger Henrik. Der hat sein Auto verschrottet und seine komplette Wohnungseinrichtung eine Müllkippe hinuntergeschmissen und will nun trotz Flugangst in Australien ein neues Leben beginnen. Spontan lädt er Lotte ein, ihn nach Australien zu begleiten und bietet ihr einen überflüssigen Flugschein an.
Lotte steht nun vor einer schwierigen Entscheidung. Soll sie den Schritt in ein eigenes, aber risikoreiches Leben riskieren oder wieder in die sichere, aber einengende Beziehung mit Rainer zurückkehren?
Der Film hatte seine Uraufführung auf der Berlinale 2007.

## Kritik
„Ambitionierter Abschlussfilm, der zunehmend an Dichte gewinnt und sich trotz einiger Klischees genügend Eigenständigkeit bewahrt. Vorzüglich gespielt, musikalisch eindrucksvoll untermalt.“

## Auszeichnungen
- 2007: Gewinner des Debüt-Biber auf dem Filmfest Biberach in der Kategorie Bestes Spielfilmdebüt
- 2007: Nominierung für den Friedenspreis des Deutschen Films – Die Brücke
- 2007: Nominierung für den NDR-Nachwuchspreis auf dem Internationalen Filmfest Emden-Norderney
- 2008: Nominierung für den Studio Hamburg Nachwuchspreis in der Kategorie Beste Regie

## Diverses
- Blindflug sollte 2009, zusammen mit Das Maß der Dinge von Sven Bohse als Vorfilm, 2009 in die deutschen Kinos kommen.